# Giddings Deutsches Volksblatt
Giddings Deutsches Volksblatt war eine dreisprachige deutsch-amerikanische Zeitung, die in Giddings im US-Bundesstaat Texas herausgegeben wurde. Der größere Teil war auf Deutsch geschrieben, allerdings wurden viele Geschichten auch auf Englisch geschrieben. In den ersten Jahren der Zeitung wurde auch auf Sorbisch (Wendisch) geschrieben, später beschränkte sich das auf einige kurze Ergänzungen. Das Deutsche Volksblatt wurde entwickelt, um die deutsche Gemeinde in Texas und besonders die in Texas verstreuten Sorben zu erreichen. (Das von sorbischen Auswanderern gegründete Serbin befindet sich rund 10 Kilometer südwestlich von Giddings.)
Johann A. Proske (1857–1943) und W. C. Vogel gründeten die Zeitung 1899. Eine Versuchsausgabe wurde am 12. September dieses Jahres veröffentlicht, während die erste komplette Ausgabe am 1. Oktober des Jahres veröffentlicht wurde. Die späteren Inhaber stellten die Zeitung 1949 ein.